# تششمة كمره (مقاطعة دلفان)
تششمة كمره (بالفارسية: چشمه کمره) هي قرية تقع في Nurabad Rural District في إيران. يقدر عدد سكانها بـ 11 نسمة بحسب إحصاء 2016.